# Sochy Slovanští bohové
Sochy Slovanští bohové jsou skupinou šesti dřevěných plastik na naučné stezce Cesta vody (součást botanických naučných stezek ostravské Zoo) v Zoologické zahradě a botanickém park Ostrava.

## Další informace
Sochy Slovanští bohové, instalované v roce 2019 na Cestě vody, mají být připomínkou toho, že naši předci zakládali svá sídla poblíž vodních toků, tj. v místech obživy, dopravních spojnic a obchodu. Zhlédnout lze ztvárnění mytologických bohů Peruna, Živy, Svantovíta, Svaroga, Lady a symbolu slovanského náboženství kolovratu podle vlastních představ autora, protože historická ztvárnění bohů se nezachovala. Sochy jsou vytvořeny z jasanového a dubového dřeva a některé doplňkové prvky také ze smrku. Autorem je řezbář z Ostravice Luděk Vančura. Sochy se nacházejí v klidové zóně zoo.

## Galerie

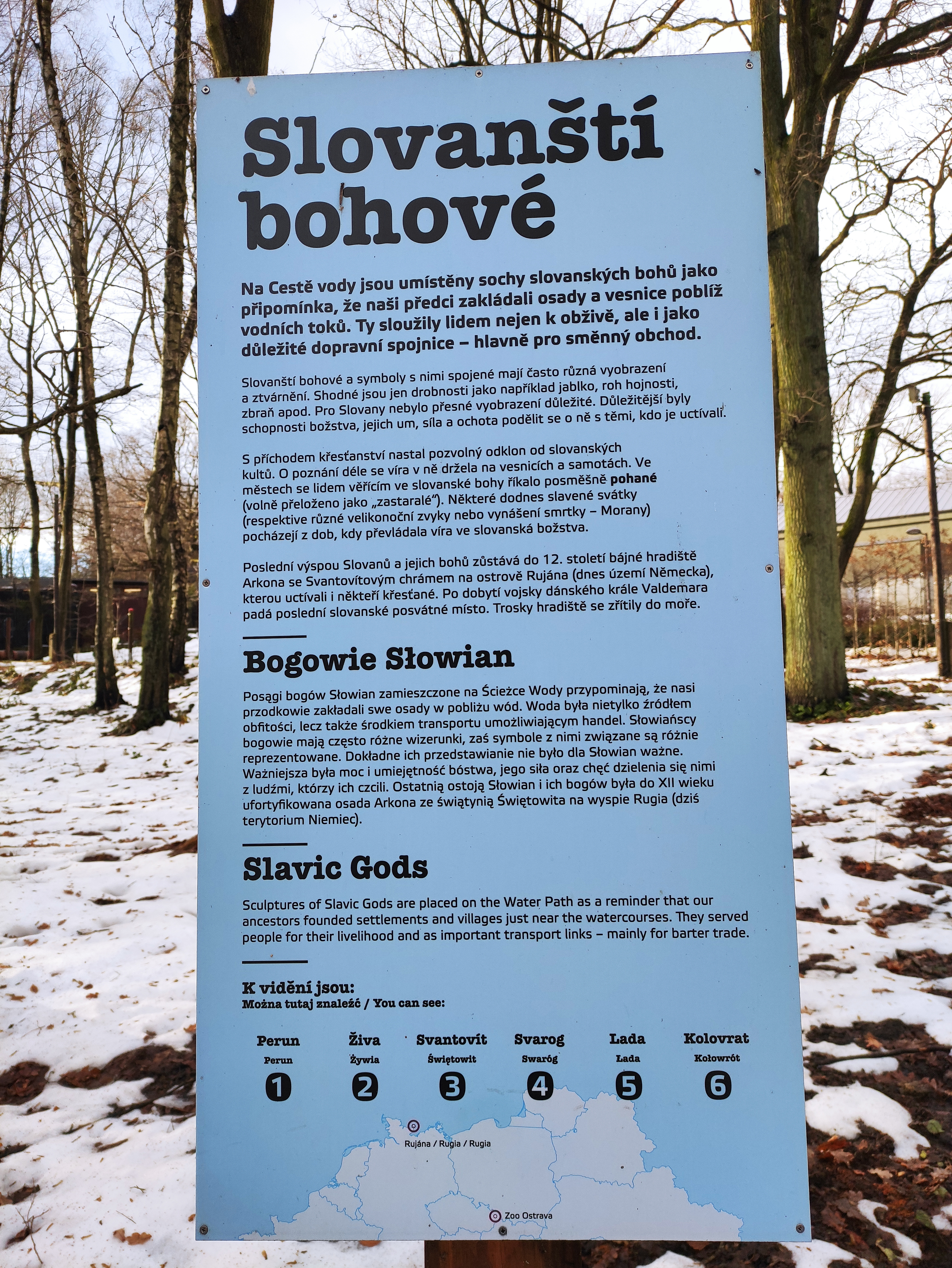
Informační panel o díle
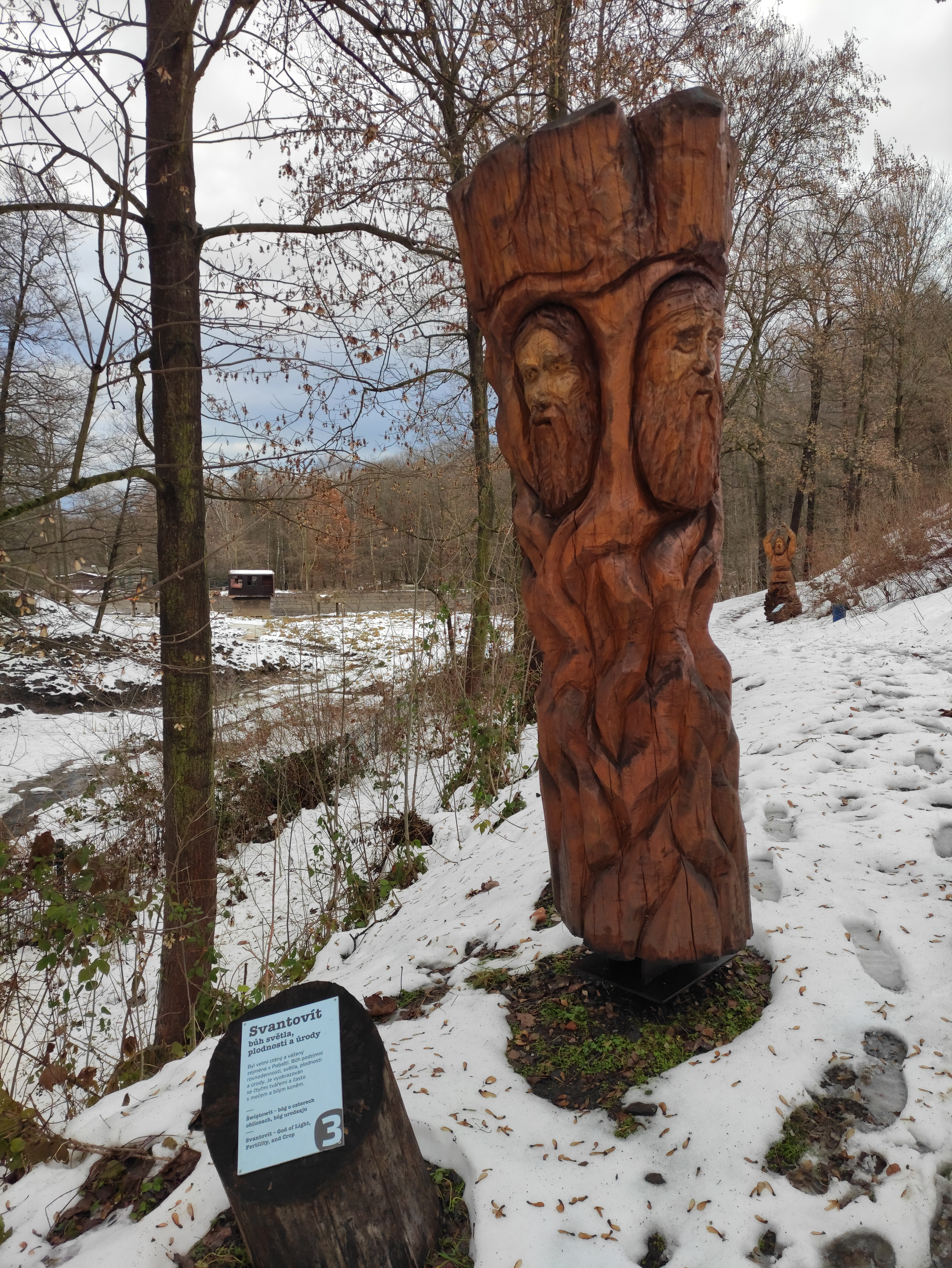
Svantovít
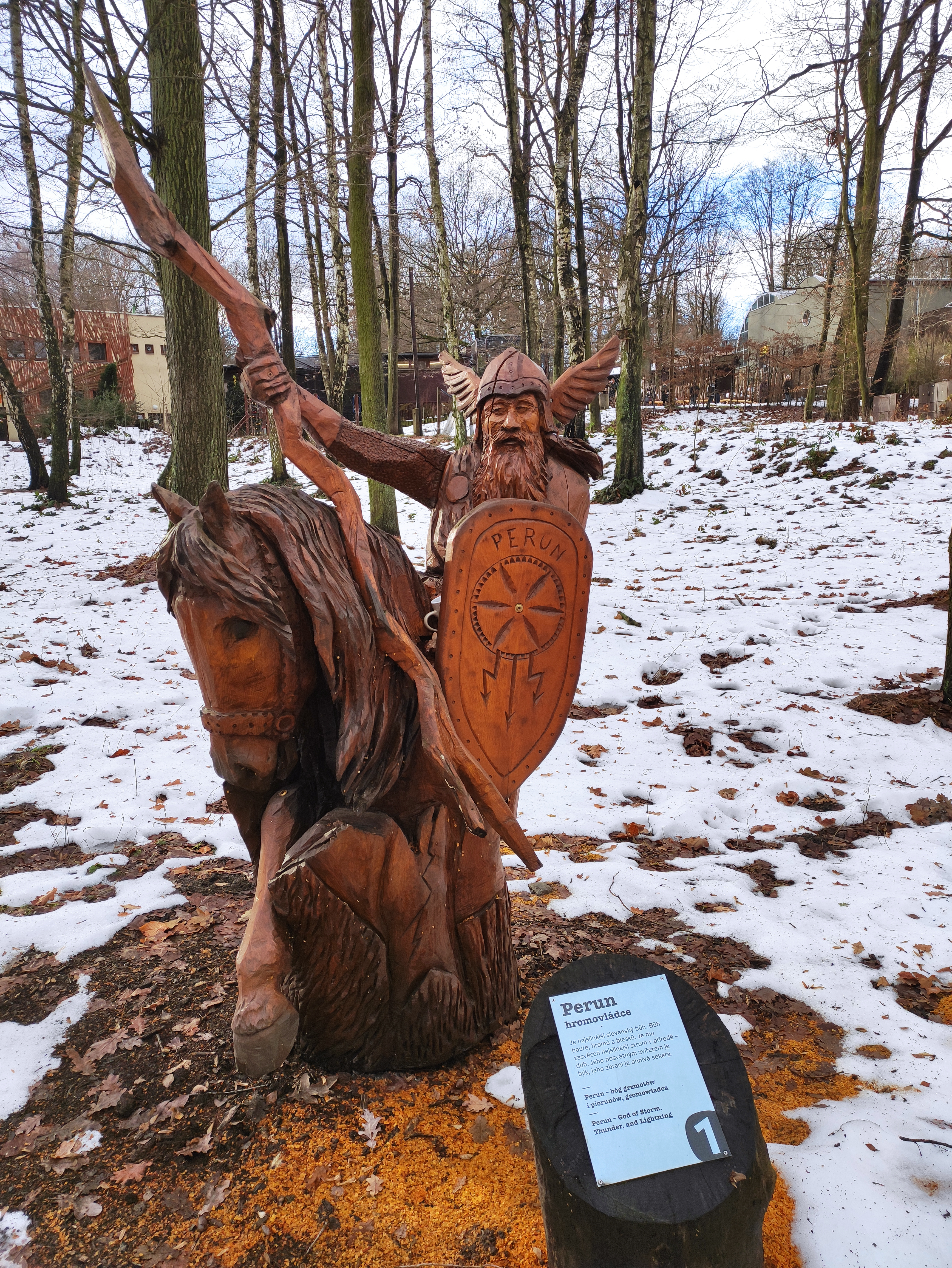
Perun
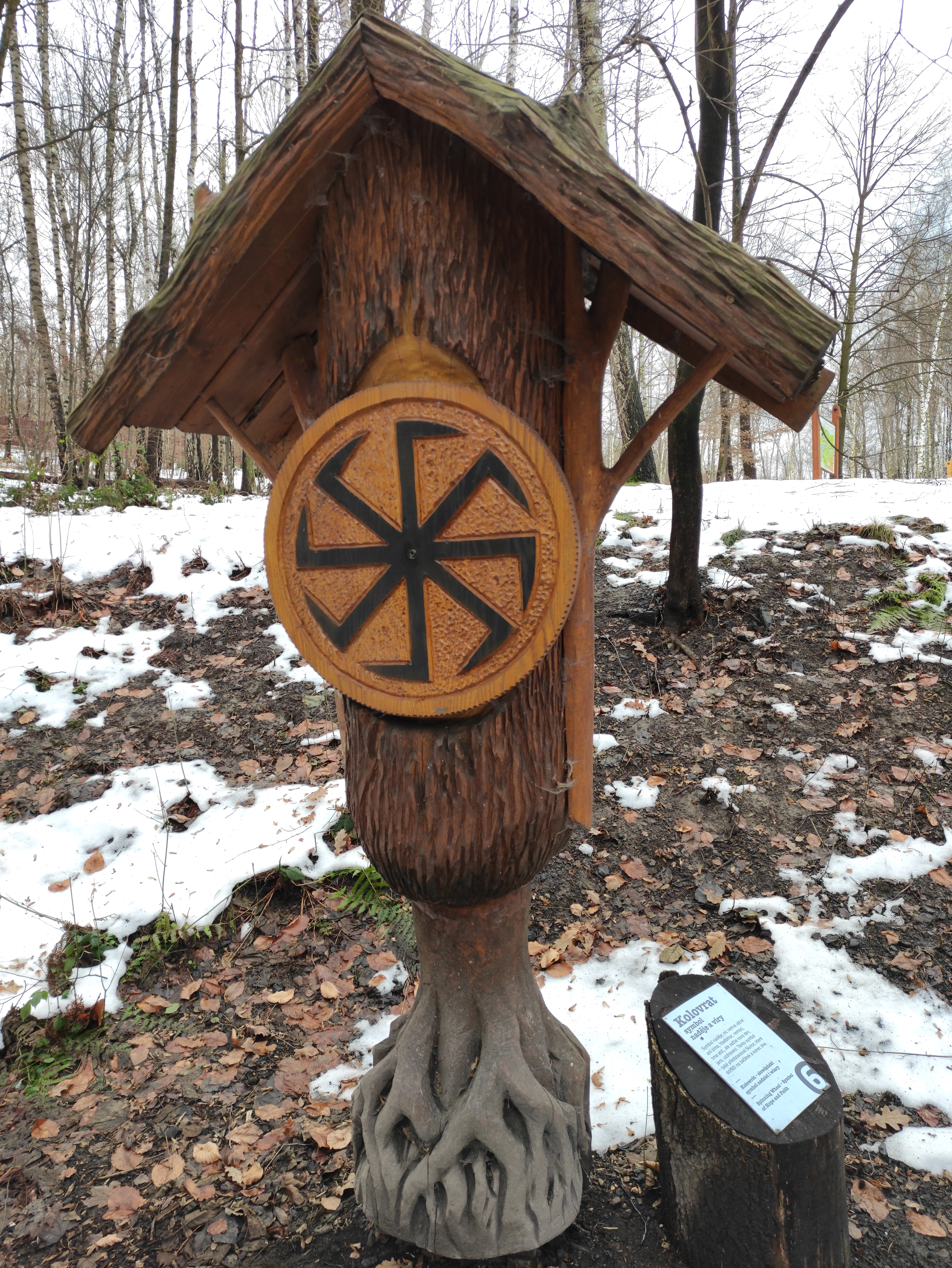
Kolovrat
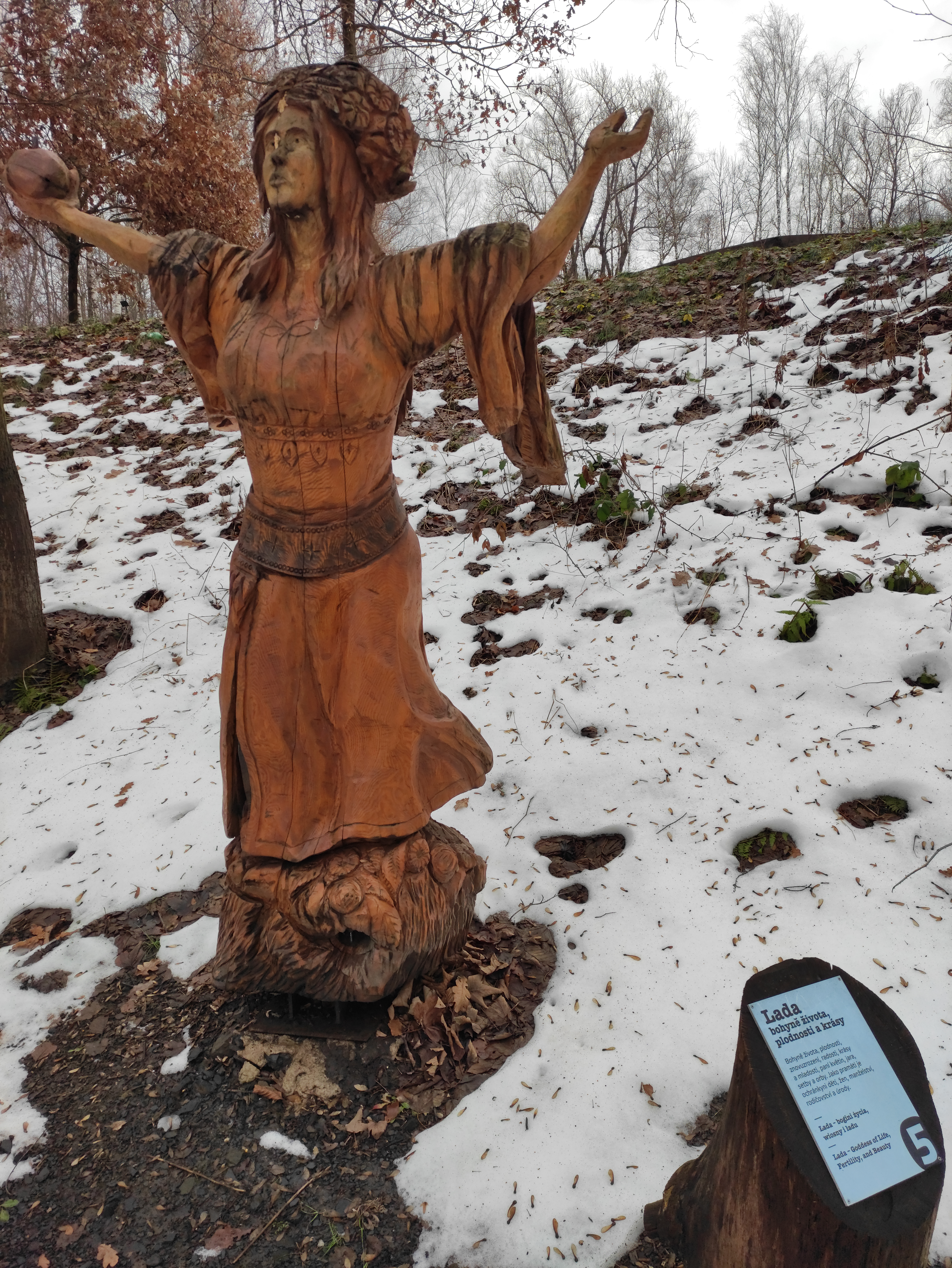
Lada
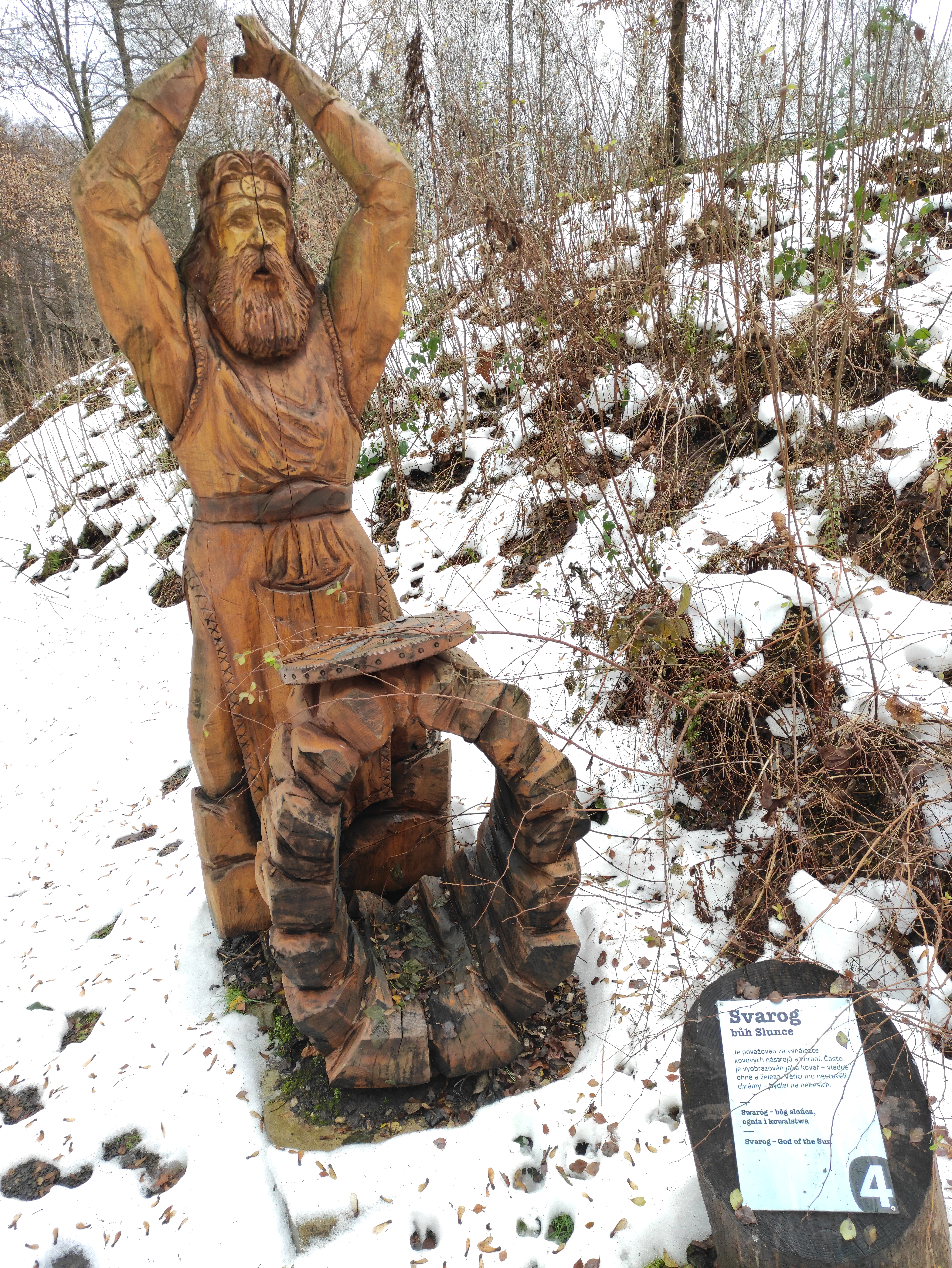
Svarog